# Rosa Thälmann
Pour les articles homonymes, voir Thalmann.
Rosa Thälmann, née Rosa Koch le 27 mars 1890 à Bargfeld près de Hambourg et morte le 21 septembre 1962 à Berlin, est une militante communiste allemande et femme politique est-allemande. Elle est l'épouse de l'homme politique Ernst Thälmann, président du Parti communiste d'Allemagne (KPD) de 1925 à 1933.

## Biographie
Issue d'un milieu pauvre, Rosa Koch est la huitième des dix enfants d'un cordonnier. Même avant qu'elle ne commence l'école, elle et ses autres frères et sœurs doivent subvenir aux besoins de la famille. Elle travaille dans les champs environnants, s'occupe de l'enfant d'une famille d'aubergistes et travaille dans leur cuisine. À l'âge de quatorze ans, elle travaille dans un manoir ; trois ans plus tard, elle trouve un emploi à Hambourg, qu'elle quitte peu de temps après. Elle devient repasseuse dans la grande laverie Frauenlob où elle rencontre son futur mari, Ernst Thälmann, qui travaille comme cocher pour la même blanchisserie. Ernst Thälmann lui enseigne les rudiments de la politique, lui donne à lire de la documentation et la convainc d'adhérer à un syndicat professionnel. En 1915, ils se marient ; de leur union naît leur fille Irma Thälmann (de) en novembre 1919.

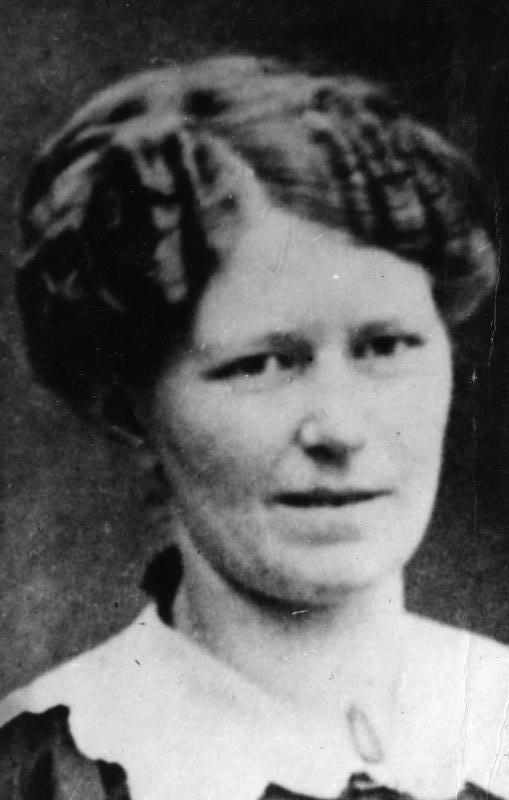
Rosa Thalman en 1920.

Elle adhère au Parti social-démocrate indépendant d'Allemagne (USPD) en 1919 et au Parti communiste d'Allemagne (KPD) en 1920. Elle est également active au sein de la Rote Hilfe (Secours rouge).
Le 5 mars 1933, Rosa Thälmann apprend l'arrestation de son époux deux jours auparavant. Elle se rend à Berlin et est autorisée à lui rendre visite toutes les trois semaines à la prison de Moabit. Elle fait passer des messages secrets qui permettent à la direction du KPD de rester en contact avec Thälmann. En octobre 1937, elle écrit à Hermann Göring pour solliciter un allègement des conditions d'incarcération de son époux. À Hambourg, elle s'introduit par effraction dans l'Hôtel Atlantic (en) pour remettre elle-même cette lettre à Goering. À partir de Noël 1937, elle et son mari sont autorisés à rester seuls dans sa cellule.
En mars 1939, le coursier au service du parti qui lui fournissait une aide financière est arrêté à la frontière, et elle se retrouve alors sans ressources. En novembre 1939, elle tente en vain d'obtenir de l'aide pour elle et son mari auprès de l'ambassade soviétique à Berlin. À la fin de 1939, Rosa Thälmann ne reçoit plus d'argent du KPD que par l'intermédiaire d'Ursula Kuczynski (alias Ruth Werner). En avril 1944, sa fille Irma est arrêtée, puis elle-même en mai. En septembre 1944, elles sont transférées au camp de concentration pour femmes de Ravensbrück, Irma étant déportée au camp satellite de Neubrandenburg. Elles y restent jusqu'à la fin de la Seconde Guerre mondiale.
En 1950, elle est élue députée de la Chambre du peuple pour le Parti socialiste unifié d'Allemagne, puis pour la Ligue démocratique des femmes d'Allemagne de 1954 jusqu'à sa mort. Elle est membre du présidium du Comité des combattants de la résistance antifasciste et membre du présidium de la ligue. En 1953, Wilhelm Pieck lui décerne l'Ordre de Karl-Marx. En 1959, elle tient le discours d'ouverture du site commémoratif de Ravensbrück et prend la parole régulièrement lors d'événements commémoratifs.
Son urne funéraire est enterrée au Mémorial des socialistes du cimetière central de Friedrichsfelde à Berlin-Lichtenberg, où une plaque commémore également Ernst Thälmann. Sa fille Irma est enterrée dans le complexe funéraire Pergolenweg du même mémorial.